# 希达亚特·海达罗夫
希达亚特·海达罗夫（1997年7月27日—）生于哈萨克斯坦卡拉干达，是一名阿塞拜疆男子柔道运动员。他在三岁时随家人移居至阿塞拜疆巴库，大约五六岁时被父亲带到一家体育学校开始练习柔道。2017年，他首次出战成年级世界锦标赛，结果在铜牌赛中落败，获得第五名。2018年巴库世界锦标赛，他主场作战，结果拿下铜牌，取得个人首个世锦赛奖牌。